# Halowe Mistrzostwa Europy w Lekkoatletyce 1981 – bieg na 800 m kobiet
Bieg na 800 metrów kobiet – jedna z konkurencji biegowych rozgrywanych podczas halowych lekkoatletycznych mistrzostw Europy w Palais des Sports w Grenoble. Eliminacje zostały rozegrane 21 lutego, a bieg finałowy 22 lutego 1981. Zwyciężyła reprezentantka Niemieckiej Republiki Demokratycznej Hildegard Ullrich. Tytułu zdobytego na poprzednich mistrzostwach nie broniła Jolanta Januchta z Polski.

## Rezultaty

### Eliminacje
Rozegrano 2 biegi eliminacyjne, do których przystąpiło 10 biegaczek. Awans do finału dawało zajęcie jednego z pierwszych dwóch miejsc w swoim biegu (Q). Skład finału uzupełniły dwie zawodniczki z najlepszym czasem wśród przegranych (q).
Opracowano na podstawie materiału źródłowego.
Bieg 1
| Miejsce | Zawodniczka           | Czas    | Uwagi |
| ------- | --------------------- | ------- | ----- |
| 1       | Swetła Złatewa        | 2:02,65 | Q     |
| 2       | Nikolina Szterewa     | 2:02,76 | Q     |
| 3       | Anne-Marie Van Nuffel | 2:03,41 | q     |
| 4       | Kirsty McDermott      | 2:04,15 | q     |
| 5       | Bernadette Louis      | 2:04,89 |       |

Bieg 2
| Miejsce | Zawodniczka           | Czas    | Uwagi |
| ------- | --------------------- | ------- | ----- |
| 1       | Hildegard Ullrich     | 2:03,90 | Q     |
| 2       | Montserrat Pujol      | 2:04,50 | Q     |
| 3       | Betty Van Steenbroeck | 2:05,27 |       |
| 4       | Kirsti Voldnes        | 2:06,05 |       |
| 5       | Wioleta Cwetkowa      | 1:10,56 |       |

### Finał
Opracowano na podstawie materiału źródłowego.
| Miejsce | Zawodniczka           | Czas    |
| ------- | --------------------- | ------- |
| 1       | Hildegard Ullrich     | 2:00,94 |
| 2       | Swetła Złatewa        | 2:01,37 |
| 3       | Nikolina Szterewa     | 2:02,50 |
| 4       | Kirsty McDermott      | 2:02,88 |
| 5       | Anne-Marie Van Nuffel | 2:05,37 |
| 6       | Montserrat Pujol      | 2:06,13 |